# Lennart Falk
Stig Lennart Eriksson Falk (signaturen Pim-Pim), född 19 juli 1908 i Ludvika, Kopparbergs län, död 28 oktober 1972 i Stockholm, svensk kompositör, visförfattare, sångare, pianist och flygingenjör.

## Biografi
Falk studerade vid Kungliga Tekniska Högskolan under nio år innan han avlade examen som civilingenjör. Orsaken till den långa studietiden var att han var huvudredaktör för KTH:s tidning Blandaren, och då räckte inte tiden till för studier.  Efter examen anställdes han vid flygvapnet, och från 1950 var han VD i Telektron AB. 
Han och Kai Gullmar bildade 1932 duon Kai & Len. De vistexter han skrev var ofta lite burleska och gick gärna i Blandarens surrealistiska stil. Men han kunde också skriva små idylliska sånger som Dans en trappa upp, och parodiska sjömansvisor som En kocka på ångbåten Rullaren. En del av Pim Pims visor utgavs under titeln Pim-Pims blandning 1978.
Han var ledamot av Samfundet Visans Vänner redan på fyrtiotalet. Falk är begravd på Östra kyrkogården i Västerås.

## Diskografi i urval
- Det kan bara ske när det är vår, Kai & Len, med Nisse Lind's Swing band
- En drill i april, Kai & Len, med The Rhythm Masters
- Det har alltid varit min dröm, Kai och Len, med Banjo-Lasses kvartett
- Det är min musik, Kai och Len, på piano och banjo
- Två bör man alltid vara, Kai och Len, på piano och banjo
- Du lilla prästkrage, Kai & Len, med Nisse Linds dragspelsorkester

## Musiktryck
- Pim-Pim (1947). Sjung med oss Pappa. Stockholm: Nils-Georgs musikförlag. Libris 9592450
- Falk, Lennart (1978). Pim-Pims blandning. Stockholm: Nils-Georgs musikförlag. Libris 712428